# V nový život
V nový život je symfonický slavnostní pochod Josefa Suka z roku 1919. Skladatel ho věnoval Sokolu, který ho dodnes užívá při různých příležitostech včetně všesokolských sletů. Text ke sborovému partu dodatečně přibásnil Petr Křička. V seznamu Sukových skladeb má opusové číslo 35c.

## Historie
Suk vytvořil první verzi skladby v roce 1919 pod vlivem účasti československých vojáků, zejména z řad legionářů a sokolů, v bojích souvisejících s hraničními spory nového Československa. V té době nebylo vyloučeno, že bude muset do služby ve zbrani nastoupit i Sukův syn, ale nakonec se tak nestalo.
Když byla vyhlášena soutěž o sokolský pochod, přihlásil Josef Suk rozšířenou a přepracovanou skladbu pod pseudonymem Josef Emanuel Skrýšovský (podle vesnice Skrýšov). Sokolové udělili pochodu první cenu, rozhodnutí nicméně nebylo jednoznačné (pochod proti odporu činovníků, jimž se zdál příliš pokrokový, prosadili především skladatelé Karel Kovařovic a Otakar Ostrčil, kteří byli v porotě) a v Sukovi zanechal navždy stopu zklamání. Až po vítězství v soutěži dokomponoval Suk úvodní fanfáry a závěrečnou pasáž tria.
V sokolském repertoáru se prosazoval obtížně v konkurenci Kmochova pochodu Lví silou. Přestože byl oceněn, nepodařilo se Sukovi a jeho příznivcům prosadit, aby byl použit k nástupu sokolů na VII. sletu v roce 1920, byl tam hrán (poprvé veřejně) pouze k poslechu. Podobně nebyla otextovaná verze použita jako samotnými sokoly zpívaný pochod při IX. sletu v roce 1932. V otextované verzi byl koncertně poprvé proveden Českou filharmonií 3. prosince 1931.
V roce 1932 získala skladba stříbrnou medaili v umělecké soutěži na olympijských hrách v Los Angeles (první cena nebyla v hudební kategorii udělena).
Československá obec sokolská přijala pochod V nový život za svůj slavnostní pochod až po skladatelově smrti v roce 1935.
V období druhé světové války byla, v rozhlasovém vysílání české exilové vlády, úvodní část skladby s fanfárami použita jako znělka v pravidelných pořadech Jiřího Voskovce a Jana Wericha vysílaných prostřednictvím anglické BBC posluchačům v okupované vlasti.

## Forma
Skladba má třídílnou formu s reprízou. Po neklidně modulující introdukci založené na tématu tria zaznívá hlavní téma v C dur. Trio je v subdominantní tónině F dur. Úvodní díl je reprízován doslovně opět v C dur a ve stejné tónině následuje kóda, v níž se ale objeví triové fanfárové téma v majestátním fortissimu v Es dur.
Text sborového partu spojuje prvky náboženské víry a oslavy české historie s voláním po boji za obranu národa. Petr Křička složil nejprve verše na trio, k otextování dalších částí skladby přistoupil až později a potřebné hudební úpravy k tomu účelu udělal za Sukova souhlasu básníkův bratr Jaroslav.
Pochod V nový život je třetím dílem volného symfonického triptychu složeného ze skladeb podnícených politickými událostmi a společenskými změnami za první světové války a po jejím skončení; dalšími částmi jsou Meditace na staročeský chorál Svatý Václave a Legenda o mrtvých vítězích.

## Slova
Šleh’ plamen jasný od Blaníka.
Do lesa tmavého, do pole tichého kol Blaníka;
do pole širého, do kraje milého kol Blaníka.
Šlehla vatra, zaplála dokola, probudila mladého sokola.
Svěť! Svěť! Svěť, vatro svěť, jasně svěť do niv, do pole!
Čas nastal teď, ruče vzleť, mladý sokole!
Vleť! Vzleť! Vzleť!
Vzlét sokol jasný od Blaníka,
Do lesů, do plání zaléhá volání sokolíka.
Do kraje šiřého, do srdce každého bojovníka.
Slyš! Polnice zní!
Nuž vzhůru dítky národa!
Sem všichni v tábor náš,
kdo vlasti je věrná stráž!
Jen vás má, syny své, jenom vás naše máti rodná zem;
ochránit matku svou synu je cti a lásky příkazem.
V boj, v boj, za ni v boj, hurá, hurá,
v boj, vzhůru, hejno sokolí!
V boj, národe můj,
ať pravda Páně vítězí,
ať hvězdou věků v dál
z Čech plá lidstvu Ideál.
Zaň zmíral mistr Jan, trpěl Amos a bil se Masaryk.
Plápol pravdy té znovu váš nechať zapaluje šik!
V boj, v boj, za ni v boj, hurá, hurá,
v boj, vzhůru, hejno sokolí!
Vzlét sokol jasný od Blaníka.
Do lesů, do plání zaléhá volání sokolíka.
Do kraje rodného, do srdce každého bojovníka.
Širá pole tichá kol dokola probudil hlas mladého sokola.
Leť! Leť! Nes, nes tu zvěst do všech měst, do vsí, do pole,
vzbuď celou zem, dones všem, jasný sokole,
všem! všem! všem!
vzkaz věrné stráže od Blaníka.
Do kraje rodného, do srdce každého bojovníka
do kraje rodného, do srdce každého
do srdce každého bojovníka.
Nes, nes tu zvěst do všech měst, do vsí, do pole,
vzbuď celou zem, hlásej všem, hlásej všem:
Slyš, polnice zní,
nuž vzhůru, všichni k nám, k nám, k nám,
v tábor náš!
Planou ohně, hoří vatry, hučí Šumava i Tatry:
V boj! v boj! v boj! v boj! v boj!
jménem Páně!